# Jogos Pan-Americanos de 1975
Os Jogos Pan-Americanos de 1975 foram a sétima edição do evento multiesportivo, realizado na Cidade do México, no México, entre os dias 12 e 26 de outubro. A delegação brasileira foi composta por 216 atletas, entre os 3 146 participantes.
O evento estava programado para ser realizado em Santiago, no Chile, mas em 1973 houve um golpe de Estado no país, o que acabou fazendo que os jogos fossem transferidos para São Paulo. No entanto, a cidade brasileira estava sendo assolada por uma forte epidemia de meningite, fazendo novamente o evento ser realocado, desta vez para a Cidade do México.

## Países participantes
33 países participaram do evento:
| - ARG Argentina - AHO Antilhas Neerlandesas - BAH Bahamas - BAR Barbados - BIZ Belize - BER Bermudas - BOL Bolívia - BRA Brasil - CAN Canadá - CHI Chile - CRC Costa Rica | - COL Colômbia - CUB Cuba - ESA El Salvador - ECU Equador - USA Estados Unidos - GUA Guatemala - GUY Guiana - GHO Guiana Holandesa - HAI Haiti - HON Honduras - VIR Ilhas Virgens Americanas | - JAM Jamaica - MEX México - NCA Nicarágua - PAN Panamá - PAR Paraguai - PER Peru - PUR Porto Rico - DOM República Dominicana - TRI Trinidad e Tobago - URU Uruguai - VEN Venezuela |

## Modalidades
Foram disputadas 22 modalidades nesta edição dos Jogos:
| - Atletismo - Basquetebol - Beisebol - Boxe - Ciclismo - Esgrima - Futebol | - Ginástica - Hipismo - Hóquei sobre a grama - Judô - Levantamento de peso - Lutas - [[Ficheiro:\|border \|20px\|link=\|alt=]] Nado sincronizado | - Natação - Polo aquático - Remo - Saltos ornamentais - Tênis - Tiro esportivo - Vela - Voleibol |

## Quadro de medalhas
País sede destacado.
| Ordem | País               |     |    |    |     |
| 1     | USA Estados Unidos | 117 | 82 | 48 | 247 |
| 2     | CUB Cuba           | 56  | 45 | 33 | 134 |
| 3     | CAN Canadá         | 19  | 35 | 40 | 94  |
| 4     | MEX México         | 9   | 13 | 38 | 60  |
| 5     | BRA Brasil         | 8   | 13 | 23 | 44  |
| 6     | ARG Argentina      | 3   | 5  | 7  | 15  |
| 7     | COL Colômbia       | 2   | 4  | 4  | 10  |
| 8     | ECU Equador        | 1   | 1  | 1  | 3   |
| 9     | GUY Guiana         | 1   | 1  |    | 2   |
|       | PER Peru           | 1   | 1  |    | 2   |